# Dusina (Zenica, BiH)
Dusina je naseljeno mjesto u gradu Zenici, Federacija Bosne i Hercegovine, BiH.

## Stanovništvo

### 1991.
Nacionalni sastav stanovništva 1991. godine, bio je sljedeći:
ukupno: 251
- Muslimani -  203 (80,88%)
- Hrvati - 37 (14,74%)
- Srbi - 8 (3,19%)
- Jugoslaveni - 3 (1,20%)

### 2013.
Nacionalni sastav stanovništva 2013. godine, bio je sljedeći:
ukupno: 143
- Bošnjaci - 137 (95,80%)
- ostali, neopredijeljeni i nepoznato - 6 (4,20%)

## Vanjske poveznice
- Satelitska snimka  Arhivirana inačica izvorne stranice od 17. veljače 2021. (Wayback Machine)